# Stefan Mieszkowic
Stefan Mieszkowic (* um 1150; † zwischen 1166 und 1177) war ein polnischer Herzog von Großpolen. Er entstammte dem Adelsgeschlecht der großpolnischen Piasten.

## Leben
Stefan war der zweitälteste Sohn von Seniorherzog Mieszko III. von Großpolen († 1202) und Elisabeth von Ungarn.
Zu seinen Geschwistern zählten: 
- Odon
- Wierzchosława Ludmiła
- Elisabeth
- Judith

Zu seinen Halbgeschwistern zählten:
- Bolesław
- Mieszko der Jüngere
- Anastasia
- Salomea
- Wladyslaw III. Dünnbein

Stefan ist 1166/1168 auf einer Zusammenkunft in Jędrzejów erstmals urkundlich greifbar, als er Dokumente im Kloster Jędrzejów beglaubigte. Über sein weiteres Leben ist aus den bekannten Quellen nichts mehr bekannt.

## Ehe und Familie
Stefan heiratete nicht und hatte keine Kinder. Sein Bestattungsort ist nicht bekannt.